# Palazzo del Vermexio

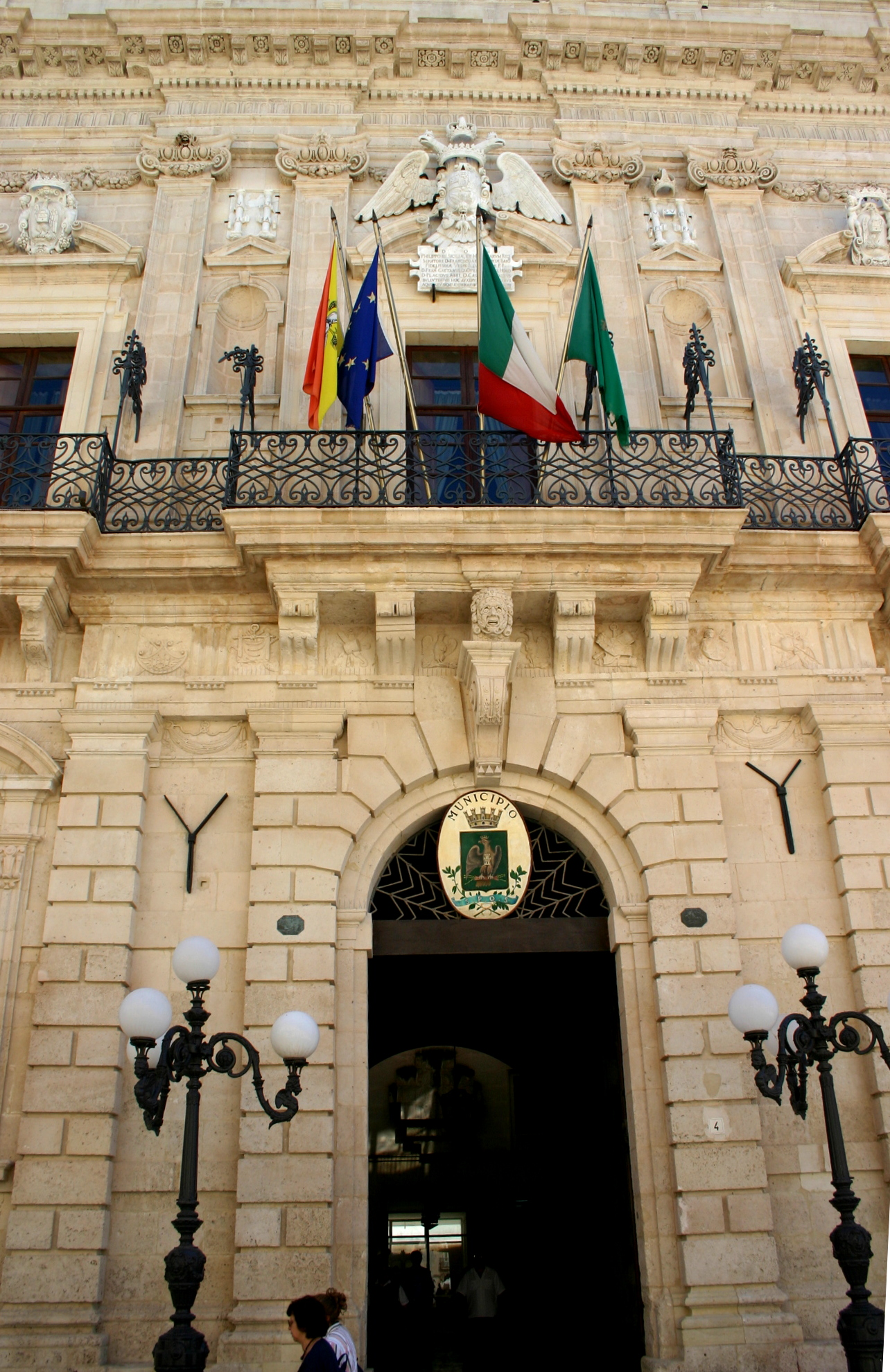
Palazzo Vermexio

Der Palazzo del Vermexio, auch Palazzo del Senato, (erbaut 1629 – 1633) in Syrakus war ein Auftrag an den Architekten Giovanni Vermexio, um den alten Sitz der Regionalkammer von Syrakus unterzubringen. Heute ist er Sitz der städtischen Kommunalverwaltung und des Bürgermeisters.  Er liegt am Domplatz (Piazza del Duomo) auf der Insel Ortygia.

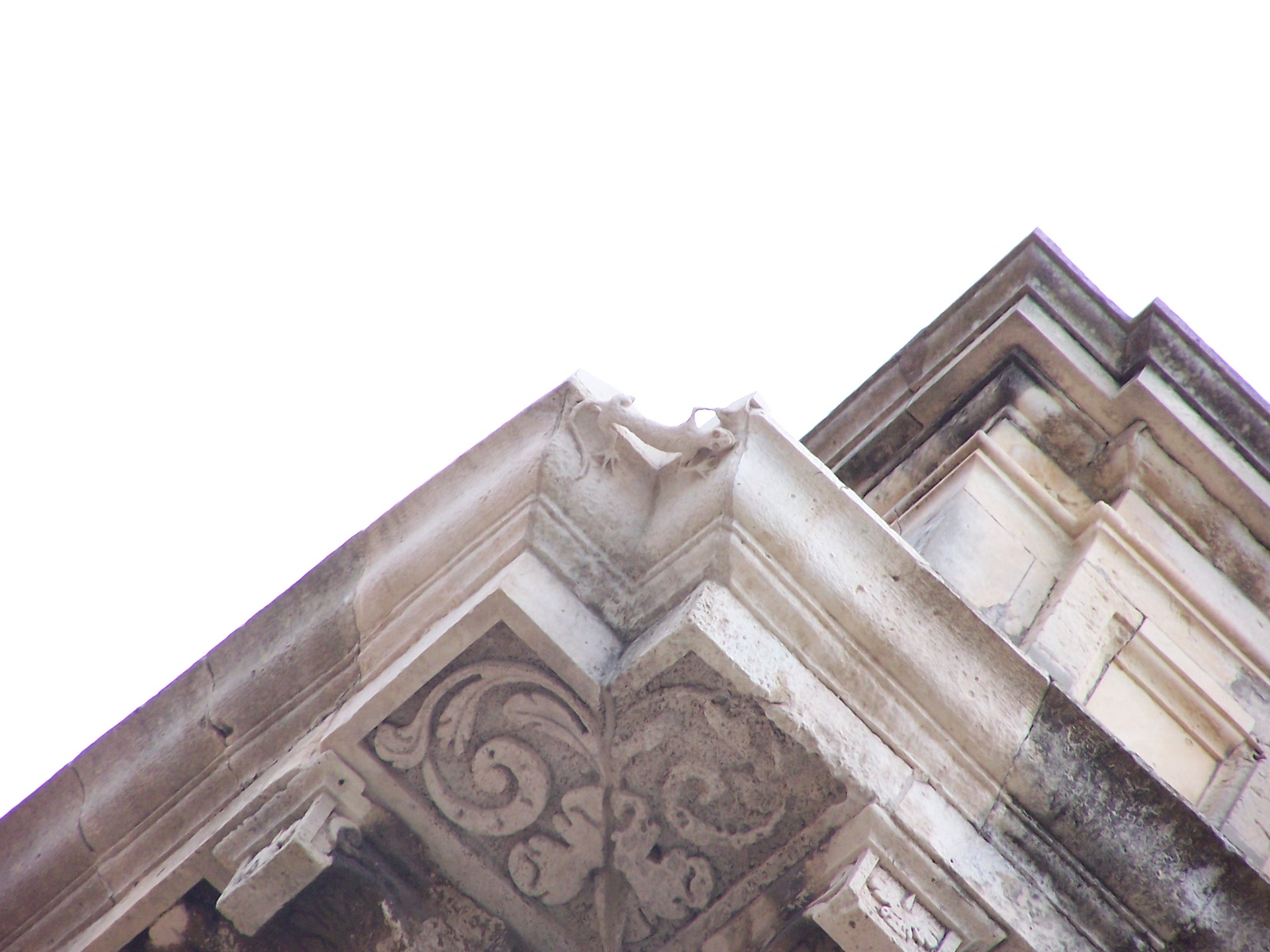
Steinzeichen durch eine Eidechse

Der Architekt hat sein Steinzeichen, eine Eidechse, an der linken oberen Ecke hinterlassen, und eine geometrisch klare Kubusform geschaffen, die in der Halbmitte von einem Balkon geteilt wird: unten Renaissance mit klassischem Aufbau: große Fenster mit Rundgiebeln, dorische Pilaster in Steinschnitt, das Gebälk mit Triglyphen und Metopen geschmückt. Barocke Akzente im oberen Bereich sind die Maskaronen auf den verschiedenen Fensterebenen.

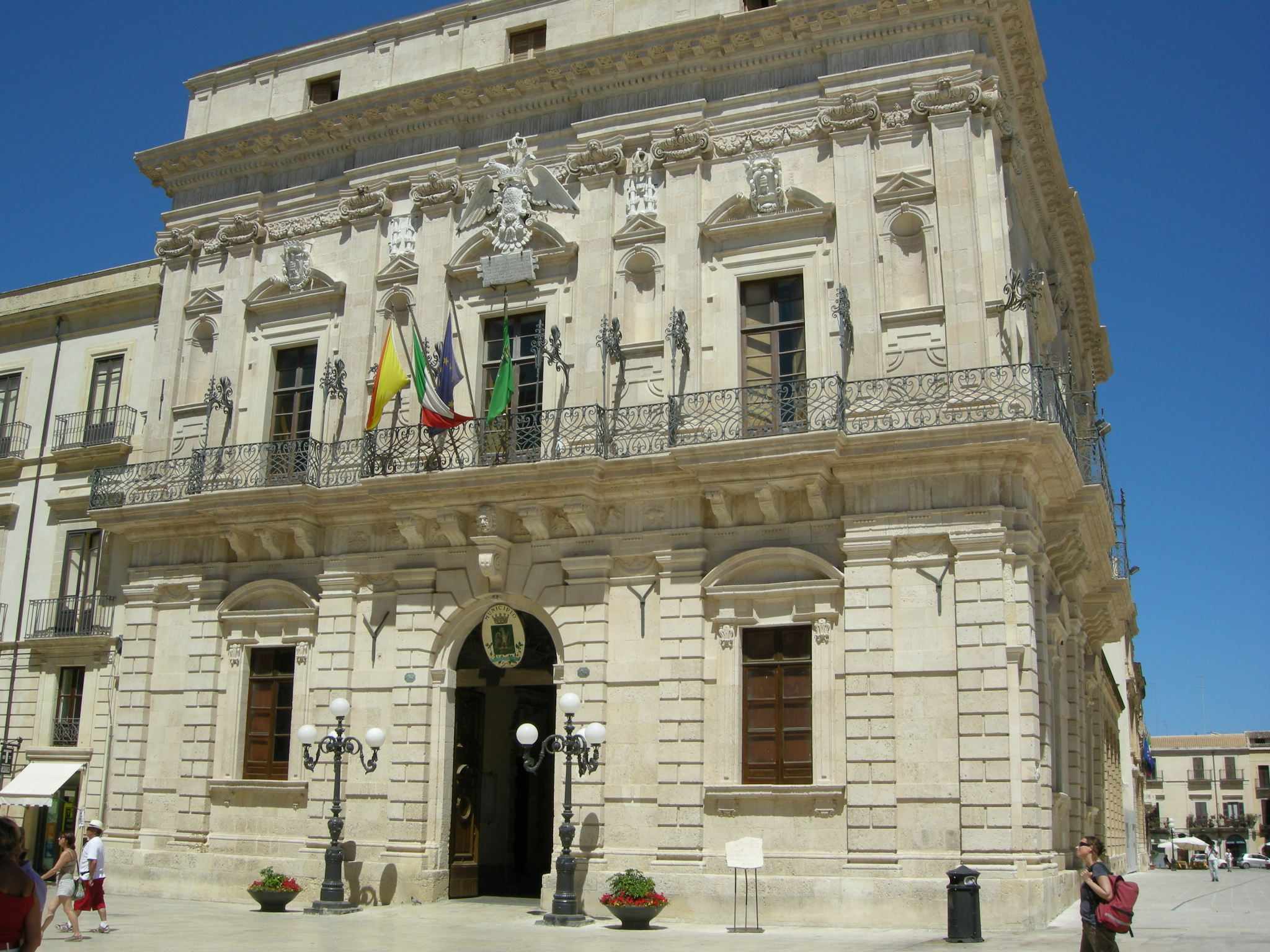
Frontalsicht

Der Stadtpalast zeigt typische Merkmale des sizilianischen Barocks wie den Eisenbalkon. Die Fassade ist auch mit merkwürdigen Verzierungen von Muscheln und Masken geschmückt. Auftraggeber des Neubaus war der örtliche Senat. In den Nischen sollten Statuen der Könige von Spanien stehen, doch der Bildhauer Gregorio Tedeschi stellte nur das Wappen der spanischen Monarchie über dem Portal fertig. Der dritte Stock wurde im 19. Jahrhundert ergänzt.
Im Gebäude findet sich ein Museum im Spiegelsaal für die Carrozza del Senato (Senatskutschen, 1763) und einige antike Funde, darunter einige vom am Ort gefundenen ionischen Tempel des 6. Jh. v. Chr.

## Einzelbelege
1. ↑  Siracusa Turismo: Siracusa: Palazzo Vermexio. Abgerufen am 21. Januar 2023.

Koordinaten: 37° 3′ 35,8″ N, 15° 17′ 35,8″ O